# Василівська сільська рада (Лебединський район)
Васи́лівська сільська́ ра́да — колишній орган місцевого самоврядування в Лебединському районі Сумської області. Адміністративний центр — село Василівка.

## Загальні відомості
- Населення ради: 1 799 осіб (станом на 2001 рік)

## Населені пункти
Сільській раді були підпорядковані населені пункти:
- с. Василівка
- с-ще Мирне
- с. Новосільське
- с. Помірки

### Колишні населені пункти
- с. Савониха, зняте з обліку 1988 року

## Склад ради
Рада складалася з 16 депутатів та голови.
- Голова ради: Клюс Антоніна Дмитрівна
- Секретар ради: Сірик Людмила Миколаївна

### Керівний склад попередніх скликань
| Прізвище, ім'я, по батькові | Основні відомості                                                                       | Дата обрання | Дата звільнення |
| --------------------------- | --------------------------------------------------------------------------------------- | ------------ | --------------- |
| Клюс Антоніна Дмитрівна     | Сільський голова, 1967 року народження, освіта вища, член Соціалістичної партії України | 26.03.2006   | 31.10.2010      |
| Клюс Антоніна Дмитрівна     | Сільський голова, 1967 року народження, освіта вища, член Партії регіонів               | 31.10.2010   |                 |

Примітка: таблиця складена за даними сайту Верховної Ради України